# The Man from Texas (film, 1939)
Pour les articles homonymes, voir The Man from Texas.
Pour plus de détails, voir Fiche technique et Distribution.
The Man from Texas est un film américain réalisé par Albert Herman, sorti en 1939.

## Fiche technique
- Titre : The Man From Texas
- Réalisation : Albert Herman
- Scénario : Robert Emmett Tansey
- Photographie : Marcel Le Picard
- Montage : Frederick Bain
- Production : Edward Finney
- Pays d'origine : États-Unis
- Format : Noir et blanc - 1,37:1 - Mono
- Genre : western
- Durée : 56 minutes
- Date de sortie : 1939

## Distribution
- Tex Ritter : Tex Allen
- Hal Price : Marshal 'Happy' Jack Martin
- Charles B. Wood : Shooting Kid
- Vic Demourelle : Jeff Hall
- Roy Barcroft : Henchman Drifter
- Frank Wayne : Henchman Longhorn
- Kenne Duncan : 'Speed' Dennison
- Ruth Rogers : Laddie Dennison
- Tom London : Henchman Slim
- Chuck Baldra : Député
- Jim Thorpe : Posse Rider